# Z24
z24 je nerealizovaný projekt českého zpravodajského televizního kanálu. Provozovat jej měla společnost S&P Broadcasting, kterou vlastní televizní producent Pál Milkovics a podnikatel Vladimír Železný. Televize chtěla konkurovat kanálu ČT24. Spuštění televize, poprvé oznámené na září 2016, bylo několikrát odloženo, ale nikdy k němu nedošlo.

## Projekt z roku 2016 (CE media)

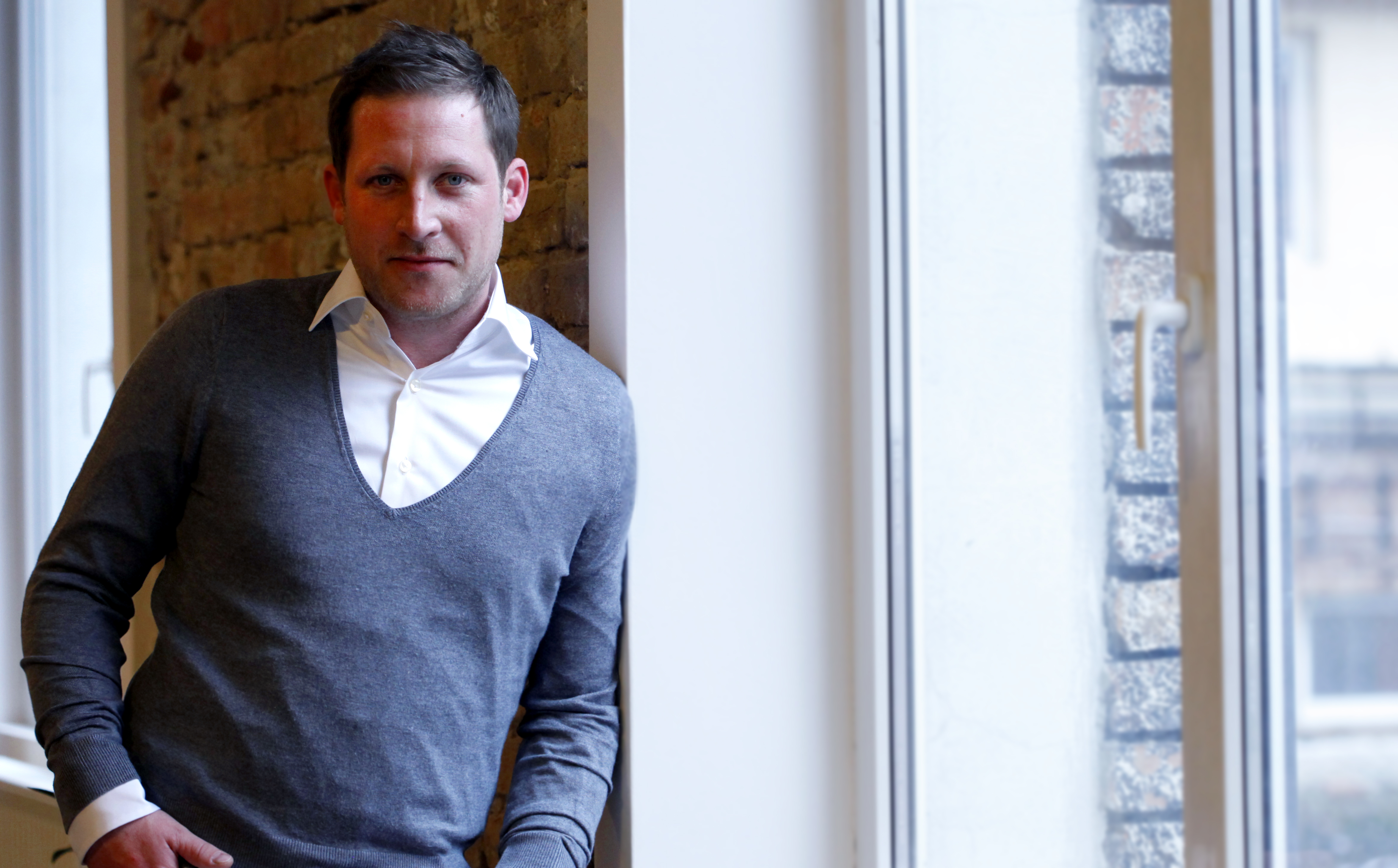
Pál Milkovics

Pál Milkovics, generální ředitel kanálů Mňam TV a Mňau TV, oznámil projekt kanálu z24 v červnu 2016. Mělo jít o „objektivní zpravodajství bez politické korektnosti“. Spíše než na kontext a souvislosti měl být kladen důraz na rychlost a razanci zpráv. Část obsahu měla být prostřednictvím sociálních sítí tvořena samotnými diváky. Televize měla začít fungovat v září toho roku, tehdy ještě v rámci společnosti CE media. K tomu ale nedošlo a vlastníkem všech tří televizních kanálů se stala společnost S&P Broadcasting.

## Projekt z roku 2017 (S&P Broadcasting)
V dubnu 2017 oznámil Pál Milkovics spolu s Vladimírem Železným, že televize bude spuštěna v červnu 2017. Provozovat ji měla společnost S&P Broadcasting, kterou vlastní z 85 % Milkovics a z 15 % Železný. Kapitál měla společnost získávat z investičních fondů, investoři ale nebyli zveřejněni. Projekt z24 měl vyjít na 100 milionů korun a zaplatit se měl do tří let z prodejů reklamy.
V srpnu 2017 bylo sděleno, že televize do konce roku vysílat nezačne. V té době nebyla známa ani jména redaktorů a novinářů, kteří v televizi měli pracovat. K červenci 2017 televize ještě neměla licenci a chystala se podat žádost k Radě pro rozhlasové a televizní vysílání. Jestli měla být televize šířena kromě on-line, kabelového a satelitního signálu také prostřednictvím celoplošného pozemního vysílání, nebylo k dubnu 2017 jasné. 24. dubna 2017 bylo spouštěno testovací vysílání (tedy ještě bez obsahu) v Praze a v části Středních Čech, a to v rámci regionálního multiplexu 4. K červnu 2017 fungovalo testovací vysílání také pro regionální síť 2 a 17, naopak vysílání v multiplexu 4 skončilo. Za odkládáním spuštění televize stála podle Pála Miklovicse nejistota ohledně budoucnosti regionálních multiplexů. Podle posledních zpráv, z února 2018, se chystalo spuštění televize na polovinu roku 2018.

## Kritika
Podle novinářky Evy Wagner vymezení připravované televize napovídá, že se zařadí k dezinformačním webům typu Parlamentní listy. Znepokojivé je podle ní i nejasné financování televize a její naplánované spuštění na předvolební období.